# Giovani illuminati
Giovani illuminati è un singolo del gruppo musicale italiano Eugenio in Via Di Gioia, pubblicato il 24 febbraio 2017. Il tema della canzone è la dipendenza da tutti quei dispositivi che permettono di navigare in rete e le conseguenze che tale fenomeno ha sulle relazioni sociali nella vita reale.

## Tracce
1. Giovani illuminati – 3:15

## Video musicale
Il videoclip del brano, girato da Dario Calì con la tecnica dell'hyperlapse, è stato pubblicato contestualmente all'uscita del singolo sul canale YouTube del gruppo.